# Ralph Steiner
Ralph Steiner (* 8. Februar 1899 in Cleveland (Ohio), USA; † 13. Juli 1986) war ein amerikanischer Fotograf und Dokumentarfilmer.
Steiners Dokumentarfilme aus den 1930er-Jahren gelten heute als Klassiker des Kinos, darunter The Plow that Broke the Plains und The City (letzterer in Zusammenarbeit mit Willard Van Dyke).
Nach seinem Tod galt er als einer der wichtigsten amerikanischen Fotografen der Moderne.

## Filmografie (Auswahl)
- 1929: H2O
- 1931: Mechanical Principles
- 1960: Seaweed, a Seduction
- 1969: One Man's Island
- 1971: Glory, Glory
- 1971: A Look at Laundry
- 1973: Beyond Niagara
- 1974: Look Park
- 1975: Hooray for Light!
- 1975: Showdown